# Med glättigt mod vi fira alla
Med glättigt mod vi fira alla är en psalm av H. P-d. Texten består av tre 8-radig verser utan refräng.
Melodin komponerades i meterklass 129 av Johann Christian Friedrich Haeffner och användes av Stockholms söndagsskolförening. Den ska spelas och sjungas livligt.

## Publicerad som
- Nr 784 i Sionstoner 1889 under rubriken "För ungdom".
- Nr 291 i Svensk söndagsskolsångbok 1908 under rubriken "Festsånger".
- Nr 104 i Lilla Psalmisten 1909 under rubriken "Söndagsskolan och Herrens dag".
- Nr 15 i Svensk söndagsskolsångbok 1929 under rubriken "Inlednings- och samlingssånger".